# Bantariella cookae
Bantariella cookae är en mossdjursart som först beskrevs av Banta 1968.  Bantariella cookae ingår i släktet Bantariella och familjen Mimosellidae. Inga underarter finns listade i Catalogue of Life.